# Over Haddon
Over Haddon – wieś w Anglii, w hrabstwie Derbyshire, w dystrykcie Derbyshire Dales. Leży 34 km na północny zachód od miasta Derby i 216 km na północny zachód od Londynu.